# Lucihormetica grossei
Lucihormetica grossei är en kackerlacksart som beskrevs av Fritzsche 2003. Lucihormetica grossei ingår i släktet Lucihormetica och familjen jättekackerlackor.
Artens utbredningsområde är Venezuela. Inga underarter finns listade i Catalogue of Life.